# Andre Dawkins
Andre Wade Dawkins (Fairfax, 19 settembre 1991) è un ex cestista statunitense.

## Palmarès
- Campione NCAA (2010)
- All-NBDL All-Rookie Third Team (2015)